# Ivaana Holm
Ivaana Augusta Ottosen Holm (født 16. juli 1990) er en  grønlandsk håndboldspiller, som spiller for det grønlandske landshold i håndbold. 
I 2021 nominerede Johannes Groth hende til Nor.Ca. Mesterskab i håndbold for kvinder 2021.
Hun deltog i verdensmesterskabet i håndbold 2023 i Danmark, Norge og Sverige.